# Maria Rosa Bosch Castells
Maria Rosa Bosch Castells (Bell-lloc d'Urgell, 1972) és una exjugadora d'hoquei sobre patins catalana, considerada una de les pioneres de l'hoquei sobre patins femení a Catalunya i a l'Estat espanyol.
S'inicià en el patinatge artístic i, posteriorment, practicà l'hoquei sobre patins. Amb setze anys fou la primera jugadora d'hoquei sobre patins federada de l'Estat espanyol i competí amb l'equip juvenil del Club Patí Bell-lloc. Aleshores, no existia cap normativa esportiva que prohibís jugar a les noies en un equip masculí, i, per altra banda, tampoc existia cap competició femenina. Amb el club urgellenc debutà oficialment el 14 de febrer de 1988 al Pavelló municipal de Bell-lloc amb més de 1.000 espectadors a la graderia i on acabà anotant un gol.
Tot i la repercussió i expectació causada pel fet, la Federació Espanyola de Patinatge modificà els seus estatuts en assemblea general al final de la temporada, que especificà la diferència entre l'hoquei masculí i femení. Per aquest motiu, Maria Rosa Bosch no pogué continuar competint a causa de la prohibició federativa.